# Via Lappia
Vägföreningen Via Lappia är en sammanslutning med representanter från de kommuner i Sverige som ligger längs väg E45. Organisationen är trots sitt namn en ideell förening, inte en ekonomisk förening av det slag som kallas vägförening.
Vid bildandet verkade föreningen för sammanslagningen av ett tiotal riks- och länsvägar till Riksväg 45, en sträcka på omkring 170 mil från Göteborg till Karesuando, via bland annat Mora, Östersund och Gällivare. Detta mål uppnåddes 1991. Föreningen började då att arbeta för att få vägen klassad som Europaväg, något som lyckades den 18 oktober 2005, då FN:s ekonomiska kommission för Europa beslutade om detta. Vägens nya namn är E45.